# Wonderbra
Wonderbra is een van oorsprong Canadees merk van ondergoed voor vrouwen.

## Geschiedenis
In 1939 begon de Canadian Lady Corset Company beha's van het merk WonderBra te produceren op basis van een licentie van de Amerikaan Israel Pilot, die de 'Wonder-Bra' in 1935 had ontwikkeld en geregistreerd als handelsmerk. Pilots patent uit 1941 diende vervolgens als basis voor de comfortabele beha's van de Canadian Lady Corset Company. In de Verenigde Staten sloeg het product, verdeeld door Pilots bedrijf D'Amour, niet aan en in 1955 verliep het patent. Het Canadese bedrijf bleef evenwel werken met de sjablonen en ontwikkelde in de jaren 50 nieuwe producten onder verschillende merknamen, inclusief een productlijn geïnspireerd door de New Look van Christian Dior. De Canadian Lady Corset Company verwierf eveneens de rechten om WonderBra te (blijven) verdelen in Canada, Europa en Azië. In de jaren 60 en 70 boekte het bedrijf grote successen met sexy en minimalistisch ondergoed dat aansloot bij de nieuwe tijdsgeest en de wensen van jonge vrouwen. In 1980 had Canadelle, zoals de onderneming toen heette, een omzet van 30 miljoen dollar en een nationaal marktaandeel van 30 percent.
In 1992 brak een diep uitgesneden push-upbeha van Wonderbra, in 1961 door Louise Poirier voor Canadelle ontwikkeld als model '1300', door op de Britse markt. Op twee jaar tijd veroverde deze beha 12,5 percent van de markt van merkbeha's in het Verenigd Koninkrijk. Sara Lee, het moederbedrijf van Canadelle, verbrak door het onverwachte succes haar samenwerking met Gossard, dat de beha's al sinds 1964 op de Britse markt verdeelde, en begon de producten zelf aan te bieden. De herintroductie ging gepaard met een opmerkelijke reclameposter – met Eva Herzigová in een Wonderbra, waarbij ze naar haar boezem kijkt, en met daarnaast de tekst "Hello Boys" – die het merk internationale bekendheid gaf. Het succes van de Wonderbra zorgde, met name in de Verenigde Staten, voor een sterke groei in de markt van push-up- en beugelbeha's, ook van andere merken, zoals Victoria's Secret.
Sara Lee verkocht Wonderbra en haar andere ondergoedmerken in 2006. Het merk Wonderbra is eigendom van Canadelle, nu een dochterbedrijf van Hanesbrands, dat ook Playtex en Maidenform bezit.